# Порнайнен
Порнайнен (фін. Pornainen, швед. Borgnäs) — громада на півдні Фінляндії, в провінції Уусімаа. Населення становить 5 099 осіб (на 31 січня 2011); площа — 150,09 км, з них 3,59 км². Щільність населення — 34,81 чол / км². Офіційна мова — фінська. 

## Населені пункти
До громади входять наступні села: Халкіа, Метсякюля, Гевонселькя, Кірвескоскі, Купсенкюля, Лага і Лауккоскі 

## Демографія
На 21 січня 2011 в громаді Порнайнен проживало 5099 чоловік: 2571 чоловіків і 2528 жінок. 
Фінська мова є рідною для 96,5% жителів, шведська — для 2,27%. Інші мови є рідними для 1,23% жителів громади. 
Віковий склад населення: 
- до 14 років — 26,04%
- від 15 до 64 років — 63,48%
- від 65 років — 10,63%

Зміна чисельності населення за роками:  
| Рік  | Чисельність |
| ---- | ----------- |
| 1980 | 2393        |
| 1990 | 3237        |
| 2000 | 4131        |
| 2010 | 5107        |
| 2011 | 5099        |

## Відомі персоналії
Йоона Сотала - фінський кіберспортсмен, триразовий чемпіон світу зі Starcraft II.